# Benjamin Pedersen
Benjamin Pedersen (Copenaghen, 11 maggio 1999) è un pilota automobilistico danese naturalizzato statunitense.

## Carriera

### Road to Indy
Nel 2016 Pedersen esordisce in monoposto correndo nella Formula 4 degli Stati Uniti, serie dove partecipa fino al 2018. In tre anni in Formula 4 ottiene undici podi tra cui cinque vittorie, con il quarto posto in classifica finale nel 2017 come miglior risultato.
Nel 2018 oltre a partecipare alla Formula 4 degli Stati Uniti corre anche nella Formula 3 nordamericana, dove ottiene dieci podi e chiude terzo in classifica dietro a Kyle Kirkwood e Baltazar Leguizamón.
Nel 2019 corre in contemporanea nella Formula 3 nordamericana e in Formula 3 BRDC. Nella prima serie chiude secondo dietro a Dakota Dickerson pur avendo saltato sei corse. Nella serie BRDC sul Circuito di Snetterton chiude secondo dietro Lucas Petersson mentre sul Circuito di Silverstone ottiene la sua prima vittoria nella serie davanti a Johnathan Hoggard. Sempre nel 2019 partecipa a tre gare dell'Euroformula Open.

#### Indy Lights
Nel 2021 passa alla Indy Lights con Global Racing Group insieme a Linus Lundqvist. Durante la stagione ottiene otto podi chiudendo quarto in classifica piloti. L'anno seguente continua nella Indy Lights sempre con Global Racing. Dopo aver ottenuto quattro podi arriva la sua prima vittoria a Portland davanti a Matthew Brabham. Chiude la stagione al quinto posto con 444 punti.

### IndyCar
Nel settembre del 2022 Pedersen viene scelto da A.J. Foyt Enterprises per competere nella stagione 2023 della IndyCar Series. La sua prima stagione non è esaltante, come miglior risultato ottiene il quindicesimo posto in Texas. Chiude a fine anno al ventiseiesimo posto. Per la stagione seguente non viene confermato dal team che sceglie Santino Ferrucci e Sting Ray Robb come piloti a tempo pieno.  

### Endurance
Nel 2024, Pedersen esordisce alla giuda di una vettura LMP2 correndo nella European Le Mans Series per il team Nielsen Racing sostituendo Nico Pino durante la 4 Ore di Spa-Francorchamps. 

## Risultati

### Riassunto della carriera
| Stagione | Serie                          | Team                                  | Gare | Vittorie | Pole | GPV | Podi | Punti | Pos. |
| -------- | ------------------------------ | ------------------------------------- | ---- | -------- | ---- | --- | ---- | ----- | ---- |
| 2016     | Formula 4 degli Stati Uniti    | Leading Edge GP & Global Racing Group | 15   | 0        | 0    | 0   | 1    | 57    | 10°  |
| 2017     | Formula 4 degli Stati Uniti    | Global Racing Group                   | 20   | 3        | 2    | 2   | 6    | 147   | 4°   |
| 2018     | Formula 4 degli Stati Uniti    | Global Racing Group                   | 17   | 2        | 1    | 2   | 4    | 166   | 5°   |
| 2018     | Formula 3 nordamericana        | Global Racing Group                   | 11   | 0        | 0    | 1   | 10   | 183   | 3°   |
| 2019     | Formula 3 BRDC                 | Global Racing Group                   | 21   | 1        | 0    | 0   | 2    | 200   | 14°  |
| 2019     | Formula 3 nordamericana        | Global Racing Group                   | 10   | 7        | 3    | 2   | 9    | 221   | 2°   |
| 2020     | Formula 3 BRDC                 | Double R Racing                       | 24   | 1        | 0    | 0   | 2    | 299   | 9°   |
| 2020     | Euroformula Open               | Double R Racing                       | 3    | 0        | 0    | 0   | 0    | 14    | 15°  |
| 2020     | Formula 3 nordamericana        | Global Racing Group                   | 5    | 0        | 0    | 0   | 0    | 30    | 12°  |
| 2021     | Indy Lights                    | Global Racing Group con HMD           | 20   | 0        | 0    | 1   | 6    | 356   | 4°   |
| 2022     | Indy Lights                    | Global Racing Group con HMD           | 14   | 1        | 1    | 1   | 5    | 444   | 5°   |
| 2023     | IndyCar Series                 | A.J. Foyt Enterprises                 | 17   | 0        | 0    | 0   | 0    | 129   | 27º  |
| 2023     | IndyCar Series                 | A.J. Foyt Enterprises                 | 17   | 0        | 0    | 0   | 0    | 129   | 27º  |
| 2024     | European Le Mans Series - LMP2 | Nielsen Racing                        |      |          |      |     |      | *     |      |

* Stagione in corso.

### Risultati Indy Lights
| Anno | Team                | 1     | 2     | 3      | 4     | 5      | 6     | 7      | 8     | 9     | 10    | 11     | 12      | 13    | 14    | 15    | 16    | 17    | 18    | 19     | 20     | Punti | Pos. |
| ---- | ------------------- | ----- | ----- | ------ | ----- | ------ | ----- | ------ | ----- | ----- | ----- | ------ | ------- | ----- | ----- | ----- | ----- | ----- | ----- | ------ | ------ | ----- | ---- |
| 2021 | Global Racing Group | ALA 2 | ALA 7 | STP 10 | STP 6 | IMS 10 | IMS 9 | DET 11 | DET 6 | ROA 2 | ROA 7 | MOH1 7 | MOH1 8  | GAT 3 | GAT 3 | POR 4 | POR 4 | LAG 3 | LAG 5 | MOH2 9 | MOH2 3 | 356   | 4°   |
| 2022 | Global Racing Group | STP 2 | ALA 2 | IMS 11 | IMS 4 | DET 2  | DET 6 | ROA 11 | MOH 6 | IOW 9 | NAS 6 | WOR 3  | POR 1L* | LAG 5 | LAG 6 |       |       |       |       |        |        | 444   | 5°   |

### Risultati IndyCar Series
| Anno | Squadra               | Telaio       | Motore    | 1      | 2      | 3      | 4      | 5      | 6       | 7      | 8      | 9      | 10     | 11     | 12     | 13     | 14     | 15     | 16     | 17     | Punti | Pos. |
| ---- | --------------------- | ------------ | --------- | ------ | ------ | ------ | ------ | ------ | ------- | ------ | ------ | ------ | ------ | ------ | ------ | ------ | ------ | ------ | ------ | ------ | ----- | ---- |
| 2023 | A.J. Foyt Enterprises | Dallara DW12 | Chevrolet | STP 27 | TXS 15 | LBH 24 | ALA 22 | IMS 24 | INDY 21 | DET 20 | ROA 21 | MDO 26 | TOR 27 | IOW 27 | IOW 27 | NSH 23 | IMS 26 | MAD 28 | POR 22 | LAG 16 | 129   | 27°  |

### Risultati European Le Mans Series
| Anno    | Squadra        | Classe | Vettura  | BAR | LEC | IMO | SPA | MUG | ALG | Punti | Pos. |
| ------- | -------------- | ------ | -------- | --- | --- | --- | --- | --- | --- | ----- | ---- |
| 2024    | Nielsen Racing | LMP2   | Oreca 07 |     |     |     | 13  | 10  | 11  | 1     | 22°  |
| Legenda |                |        |          |     |     |     |     |     |     |       |      |